# Eugenio Corti
Eugenio Corti (Besana in Brianza, Lombardía, 21 de enero de 1921 - ibídem, 4 de febrero de 2014) fue un escritor italiano.

## Biografía
Primero de una larga familia de diez hermanos. Toda su infancia transcurrió en el clima recogido, sobrio y cálido propio de una familia modesta, de sólidas convicciones cristianas.
Desde muy pequeño sintió evidente inclinación hacia el mundo de la literatura, y se hubiera dedicado a él de no ser porque la ilusión de su padre era que estudiara Derecho, por lo que se matriculó en la Universidad Católica del Sagrado Corazón de Milán. 

### Segunda Guerra Mundial
La Segunda Guerra Mundial interrumpió sus estudios, pues fue llamado a filas en calidad de subteniente de artillería y destinado a los combates del frente ruso, durante las campañas de 1942 y 1943. Su actuación fue distinguida con la medalla de plata al valor militar antes de regresar a Italia, una vez firmado el armisticio con el bando aliado en 1943.
De vuelta a su país, se incorpora en Apulia al ejército regular italiano, que lucha ahora contra sus antiguos aliados, los alemanes, durante los años 1944 y 1945.

### Postguerra
Terminada la contienda, continúa la carrera de Derecho, que termina finalmente en 1947. En 1951 contrae matrimonio y se pone al frente de una empresa familiar con la esperanza de garantizarse una situación económica estable que permitiera dedicarse plenamente a la creación literaria. No se le dieron demasiado bien los negocios, por lo que el proyecto de escribir aún tuvo que esperar varios años, aunque ya había publicado sus dos primeras obras: I più non ritornato (Los que no volvieron, 1947) y I poveri cristi (1951), además de numerosos artículos.

### Obra cumbre
Finalmente, superadas ya las cuestiones económicas, Eugenio Corti cumple el sueño de vivir sólo para la literatura, y plasma las vivencias de toda una vida en lo que será su obra cumbre, El caballo rojo, una de las más destacadas muestras de la novela italiana de todo el siglo XX.

## Críticas
Es destacable el hecho de que incluso antes de dedicarse a la realización de sus obras más importantes, Corti había obtenido ya encomiásticas críticas de Benedetto Croce, Mario Apollonio, Luigi Barzini y —por su aguda penetración del fenómeno comunista— de Luca Pietromarchi, embajador de Italia en Moscú en la época de Jruschov.
Preguntado acerca de cómo fue capaz de escribir un libro de la talla de El Caballo Rojo, Corti respondía que “a punto de cumplir los cincuenta años, edad en que a la calidad creativa se une todavía la buena memoria, pensé llegado el momento escribir mi «summa». Abandoné mis actividades para centrarme en la redacción de El Caballo Rojo”. 
Sin embargo, según sus propias palabras, no fue una tarea fácil: “hube de superar momentos de desánimo, en especial en 1975 y 1978, cuando mayor influencia tuvo el marxismo, arrastrando detrás a la cultura agnóstica del ambiente. En este clima, que yo rechazaba en mi libro, temí que nadie se atreviera a editar la novela.”
En el año 2000, recibió el Premio Internacional Medalla de Oro al mérito de la Cultura Católica.

## Obra

### Narrativa
- I più non ritornano (1947)
- Il cavallo rosso (1983) (El caballo rojo. Ciudadela Libros. ISBN 978-84-96836-08-2.)
- Gli ultimi soldati del Re (1994)

### Ensayo
- Il fumo nel tempio (1995)
- Breve storia della Democrazia Cristiana, con particolare riguardo ai suoi errori, Mimep-Docete, Pessano (MI), (1995)
- Le responsabilità della cultura occidentale nelle grandi stragi del nostro secolo, Mimep-Docete, Pessano (MI), (1998)
- Processo e morte di Stalin (con otras tesis acerca del comunismo) (1999)

### Otras
- La terra dell'Indio (1998)
- L'isola del Paradiso (2000)
- Catone l'antico (2005) (Catón el Viejo. Ediciones Sígueme. 2008. ISBN 978-84-301-1678-2.)